# Peter Friedrich Röding
Pour les articles homonymes, voir Roding.
Peter Friedrich Röding est un malacologiste allemand, né le 17 juin 1767 et mort le 8 juin 1846.
On ne connaît que fort peu de choses sur ce naturaliste qui vivait à Hambourg. Il est le principal auteur d’un catalogue d’une importante collection de coquillages qui paraît en 1798 sous le titre de Museum Boltenianum sive Catalogus cimeliorum e tribus regnis naturae. Pars secunda contens Conchylia… Hamburg. Ce catalogue décrivant cette collection et destiné à en permettre la vente en bloc est tombé dans l’oubli jusqu’en 1925 lorsque William Healey Dall (1845-1927) en établit la justesse taxinomique. C’est ainsi que Röding se vit créditer de nombreux taxons.

## Publications
- (la) Röding P.F., 1798. Museum Boltenianum sive Catalogus cimeliorum e tribus regnis naturæ quæ olim collegerat Joa. Fried Bolten, M. D. p. d. per XL. annos proto physicus Hamburgensis. Pars secunda continens Conchylia sive Testacea univalvia, bivalvia & multivalvia. Trapp, Hamburg. viii, 199 pp.

## Source
- Dictionnaire de malacologie de la Société belge de malacologie (en français)